# Yelena Trofimenko
 (décembre 2011).
Si vous disposez d'ouvrages ou d'articles de référence ou si vous connaissez des sites web de qualité traitant du thème abordé ici, merci de compléter l'article en donnant les références utiles à sa vérifiabilité et en les liant à la section « Notes et références ».

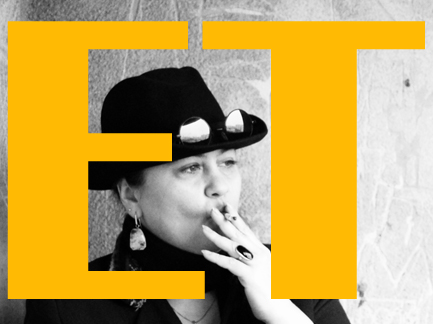
ET, 2011

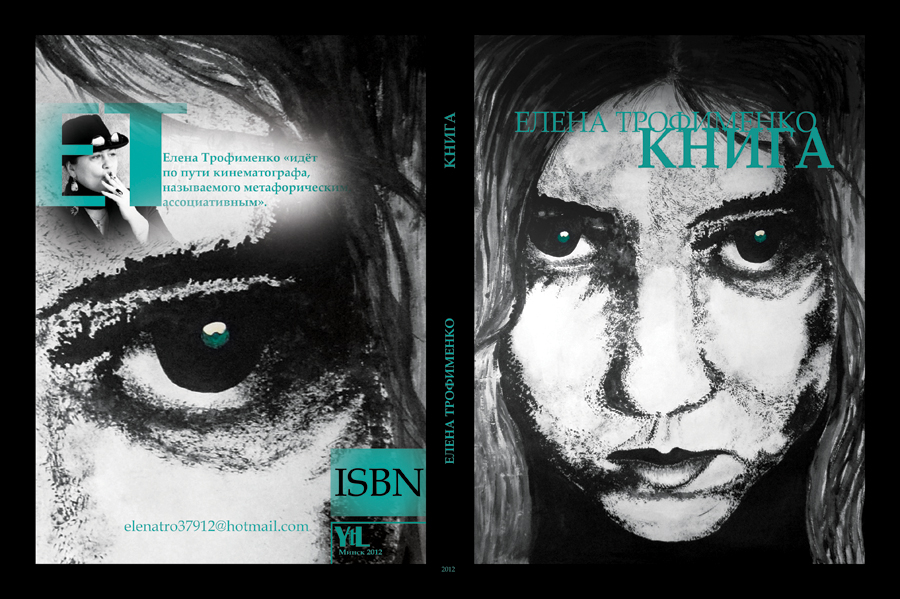
Trofimenko Yelena "LIVRE", conception et mise en page faite par Yaroslav Tereschko

Yelena Nikolaïevna Trofimenko (en russe : Елена Николаевна Трофименко) le 20 mars 1964 à Minsk, en RSS de Biélorussie est une réalisatrice, scénariste, actrice, poète et producteur soviétique et biélorusse.

## Biographie
Le père de Yelena Trofimenko, Nikolaï Antonovitch Trofimenko (3 septembre 1936-21 décembre 2000) est électrosoudeur, sa mère, Vera Loukinitchna Trofimenko (5 septembre 1937) est comptable, son frère, Nikolaï Nikolaïevitch Trofimenko (25 mai 1959) est monteur automobile. Elle achève l'école secondaire no 74 de Minsk, spécialisée en langue française. De 1982 à 1989, elle est documentariste et cinéaste à la télévision biélorusse, auteur et le metteur en scène pour plusieurs réalisations. En 1989, elle suit le cursus de l'Institut biélorusse d'État d'art dramatique à la première faculté de la république de Biélorussie des metteurs en scène et réalisateurs de film de fiction, fondée par Victor Tourov et obtient son diplôme avec mention honorable en 1994. En 1994, elle obtient une bourse du Gouvernement français sur concours d'entrée et poursuit ses études à l'école française 
des sciences cinématographiques, à Paris. Elle se distingue dans la catégorie du documentaire.
Dès 1996, Yelena Trofimenko est metteur en scène aux studios Belarusfilm. En 1998, elle réalise le long métrage de fiction Tomber en Haut pour les studios Belarusfilm et des films de fiction et des documentaires pour "BelVideoTsentr".
Yelena Trofimenko devient membre de l'Union biélorusse des cinéastes en 1996 et entre au conseil d'administration de l'Union biélorusse des cinéastes en 1998. Elle est fondatrice, créatrice et directrice artistique du studio de création « La jeunesse (Molodiojnaya), STUDIO XXI » (Belarusfilm, 2002), qui a organisé le festival "Festival d'un film".
Yelena de son mariage avec Leonid Iourievitch Terechko (né en 1961) - cameraman, pour la Première chaîne de télédiffusion Nationale (Biélorussie) naît son fils Yaroslav Léonidovitch Tereschko (29 mars 1987).
«Yelena Nilolaévna Trofimenko s'inscrit dans le mouvement cinématographique dit métaphorique, associatif. Elle est aussi poète et dessinatrice.»(A. Bobkova, critique de cinéma, article paru dans le "cinéma biélorusse : de jeunes réalisateurs», Minsk, 1999).
En 2012, Yelena a créé une collection de poèmes et de reproductions - "Livre" Yelena Trofimenko.

## Filmographie
| Année     | Nom                        | Forme                                                                                               | Rôle                                 | Prix et récompenses |
| --------- | -------------------------- | --------------------------------------------------------------------------------------------------- | ------------------------------------ | --- |
| 1986      | Mémoire et conscience      | documentaire                                                                                        | réalisatrice, scénariste             | |
| 1989      | La vie                     | court-métrage, histoire de la video                                                                 | réalisatrice, scénariste, actrice    | |
| 1991      | Et les oiseaux chantent... | court-métrage, film fiction, travail de cours                                                       | réalisatrice, scénariste             | film présenté au Festival International du cinéma féminin de Dortmund, Allemagne 1992 |
| 1992      | L'enfer est...             | court-métrage, film fiction, travail de cours (adaptation de la pièce «Huis Clos» Jean-Paul Sartre) | réalisatrice, scénariste             | |
| 1993      | Jugement                   | court-métrage, film fiction de diplôme (par Franz Kafka)                                            | réalisatrice, scénariste, actrice    | film présenté au Festival International du cinéma “La Jeunesse” à Kiev, Ukraine, 1994. |
| 1994      | Point de Rencontre         | film de diplôme, documentaire, FEMIS                                                                | réalisatrice                         | |
| 1995-1996 | L'Homme-boîte              | 5 TV d'auteur                                                                                       | producteur, réalisatrice, leader     | |
| 1996      | Help                       | documentaire                                                                                        | réalisatrice, scénariste,            | |
| 1997      | Svetlana                   | documentaire                                                                                        | réalisatrice                         | |
| 1998      | Tomber en Haut             | long-métrage, film fiction                                                                          | réalisatrice, producteur, scénariste | Diplôme du jury - "Prémices et recherches artistiques sur le genre contemporain du cinéma pour conte de fée"; Prix du Fonds Biélorusse pour le développement de la culture - "Pour l'originalité de la vision du metteur en scène" – au Ve festival International du cinéma féminin de Minsk, Biélorussie, 1999; diplôme – "Pour combinaison réussie des mondes imaginaires et réels, pour l'utilisation appropriée des effets graphiques numériques au cinéma - avec le souhait du metteur en scène de prolonger cette expérience" au XXIX Festival International du cinéma de Lagov, Pologne, 1999 ; film présenté au IIe festival de Russie des arts visuels "l'Aiglon" à Touapsé, Russie, 1998; au Festival International de cinéma de Kottbus, Allemagne, 1998. |
| 2000      | Eclectisme-montrent        | vidéo méga                                                                                          | réalisatrice, scénariste             | |
| 2004      | La Peur                    | court-métrage fiction                                                                               | réalisatrice                         | Prix «Preux D'or» dans la catégorie – court-métrage ICF «Le Preux D'or» (dans l'almanach «Territoire de résistance») |
| 2005      | Rêves d'Eli                | documentaire                                                                                        | réalisatrice de reconstruction       | |

## Les spectacles
| Année | Nom                                         | Rôle                                | Remarque                                                                         |
| ----- | ------------------------------------------- | ----------------------------------- | -------------------------------------------------------------------------------- |
| 1990  | Le testament du Rodin                       | l'auteur, metteur en scène, actrice | par Auguste Rodin                                                                |
| 1991  | Les Aventures de Schweik                    | l'auteur, metteur en scène, actrice | par Jaroslav Hašek                                                               |
| 1991  | L'Homme-boîte                               | l'auteur, metteur en scène, actrice | par Kōbō Abe                                                                     |
| 1992  | les Feuilles mortes                         | l'auteur, metteur en scène, actrice | par Vasily Rozanov                                                               |
| 1992  | Les Démons (autre traduction : Les Possédés | l'auteur, metteur en scène, actrice | par Fiodor Dostoïevski                                                           |
| 1993  | Les Chaises                                 | l'auteur, metteur en scène, actrice | Le diplôme par Eugène Ionesco                                                    |
| 2004  | En lisant Kharms                            | l'auteur, metteur en scène          | par D. Harms                                                                     |
| 2004  | La Cantatrice Chauvage                      | l'auteur, metteur en scène          | par Eugène Ionesco; prix au Festival du XI de francophones Théâtre à Minsk, 2004 |
| 2005  | Сontre le SIDA                              | l'auteur, metteur en scène          | performances dans le théâtre étudiant (ISEU. Sakharov)                           |
| 2006  | La voix humaine                             | l'auteur, metteur en scène          | performances dans le théâtre étudiant (ISEU. Sakharov), par Jean Cocteau         |